# Rakita (Achaia)

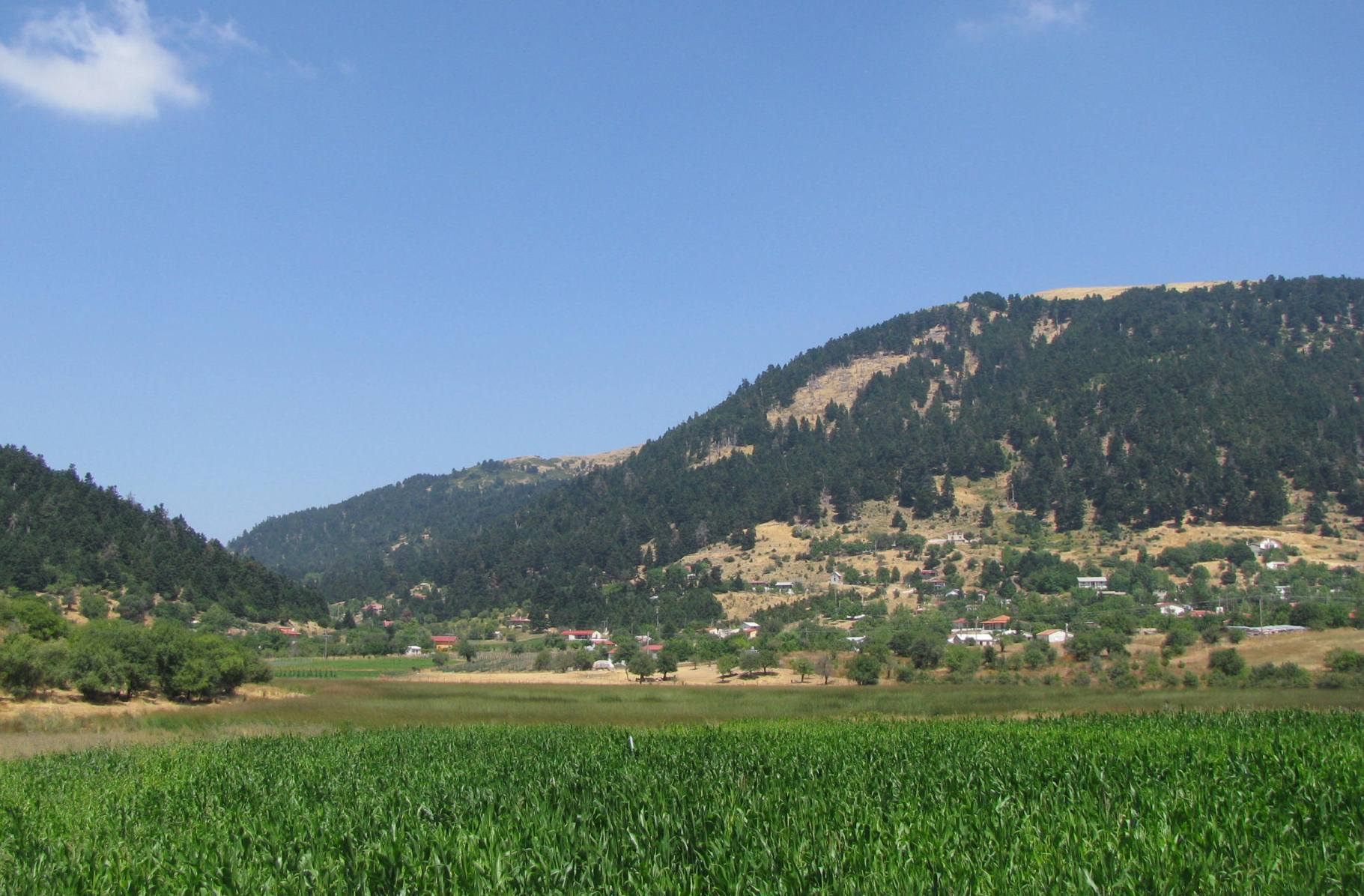
Plateau von Rakita

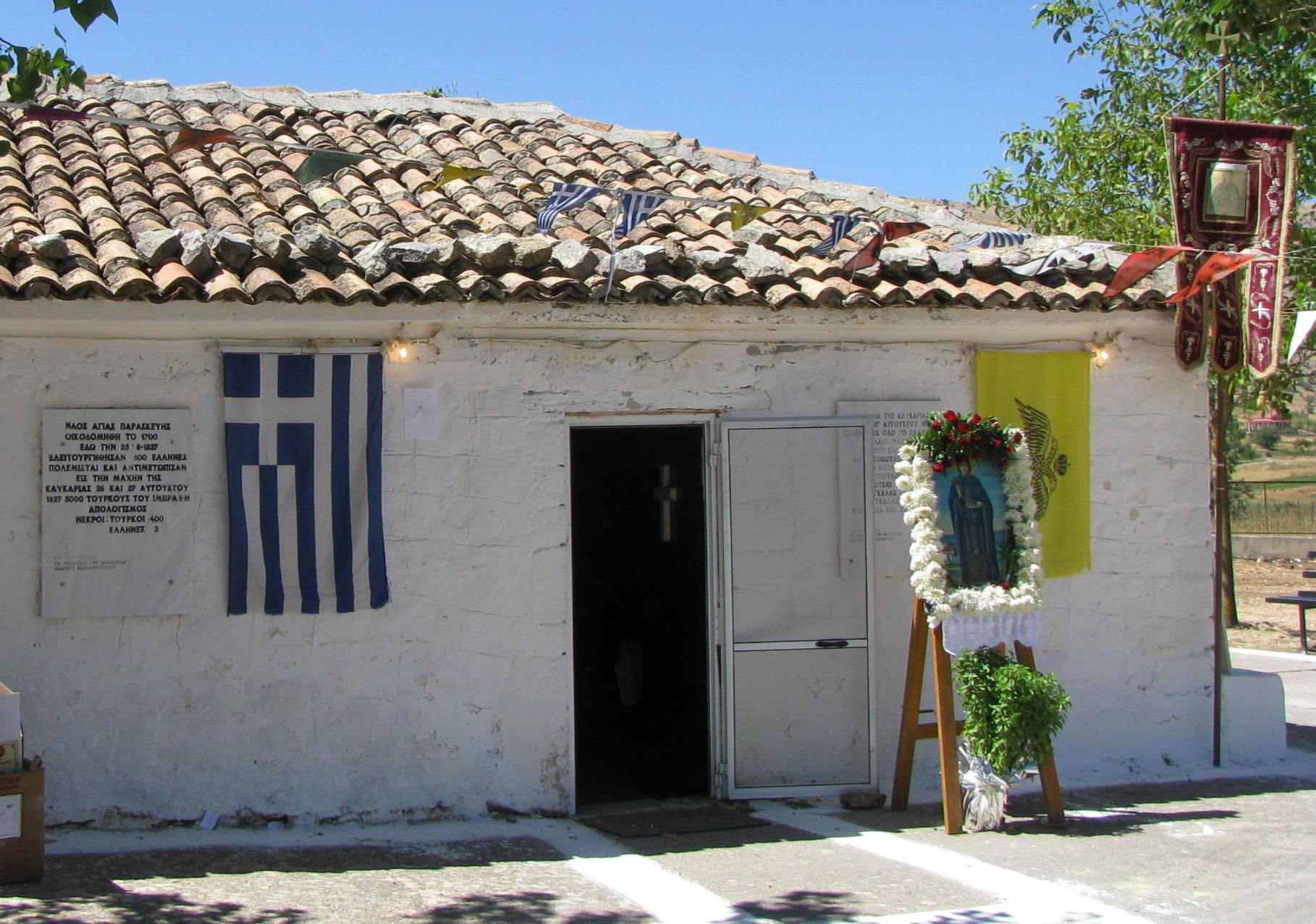
Kirche Heilige Paraskevi

Rakita (griechisch Ρακίτα (f. sg.)) ist eine Siedlung des Dorfes Ano Mazaraki im Gemeindebezirk Leondio der griechischen Gemeinde Erymanthos ohne  offiziell anerkannten Status. Die Siedlung liegt in einer Höhe von ungefähr 1.100 Metern. Mitten im Dorf steht die Kirche der Heiligen Paraskevi. Die historische Kirche wurde um 1700 erbaut.